# Volketswil
Volketswil – miasto i gmina (Politische Gemeinde) w północnej Szwajcarii, w kantonie Zurych, w okręgu (Bezirk) Uster. 

## Demografia
W Volketswil mieszka 19 412 osób. W 2021 roku 25,8% populacji gminy stanowiły osoby urodzone poza Szwajcarią.

## Transport
Przez teren gminy przebiegają autostrada A15 oraz drogi główne nr 339 i nr 354.
Na terenie miasta znajduje się część lotniska wojskowego Dübendorf.